# Осада Сузака
Осада Сузака — двенадцатидневная осада кокандской крепости Сузак войском Кенесары Касымова; эпизод войны между Бухарой и Кокандом, в котором Кенесары был союзником Бухары. В ходе продолжительных боёв за крепость, Сузак был взят войсками Кенесары.

## Предыстория
В 1840 году был убит единственный сын Курбан-бия, возглавлявшего род Тама, и Сарман-бий. Отец убитого отправил гонцов весть всем трем батырам трёх жузов, данное происшествие дошло и до Жанкожи батыра, в то время пришло и письмо от Кенесары из Улытау.
В 1841 году Кенесары организовал поход на кокандские крепости, в числе его сарбазов были Тоганай, Кыстаубай, Сатыбалды, Копжасар, Бердибай, Кызылбас-палуан и другие батыры. Кроме того в состав его войска входил Жанкожа-батыр со своим отрядом. По пути к ним присоединились казахи из таких городов как Ак-Мечеть, Жулек и Туркестан.

## Ход событий

### Сражение
В ущельях Каратау Жанкожа организовал засаду и разбил 2,5-тысячный отряд кокандцев. Пленного Тагына-батыра он привез к крепости Сузак, которая к этому времени была осаждена.

### Осада
Кенесары в то же время начал военные действия одновременно с осады Сузака и Ташкента. Основные силы он отправил для хорошо укрепленной крепости Сузак, бои за которую длились 12 дней, в  результате, крепость была взята, затем же была взята крепость Сауран. Отряды Кенесары к тому времени подошли к окрестностям Туркестана, принадлежащего Коканду. Взятие укрепленного города Сузак являлась крупнейшей победой Кенесары, поднявшей его авторитет среди казахского населения.